# Microleptes salisburgensis
Microleptes salisburgensis är en stekelart som beskrevs av Schwarz 1991. Microleptes salisburgensis ingår i släktet Microleptes och familjen brokparasitsteklar. Inga underarter finns listade i Catalogue of Life.